# Attack Attack! II
Attack Attack! II es el cuarto álbum de estudio de la banda estadounidense de metalcore Attack Attack!. Fue lanzado el 8 de agosto de 2025 a través de Oxide Records. Es su primer álbum de larga duración en 13 años desde This Means War (2012) y el primero en presentar una formación completamente nueva reunida por el baterista Andrew Wetzel; el vocalista principal Chris Parketny, el guitarrista/vocalista limpio Ryland Raus y el bajista Cameron Perry.

## Antecedentes y lanzamiento
El 2 de mayo de 2025, se especuló que Chris Parketny, Cameron Perry y Ryland Raus dejarían la banda, siendo Wetzel el único miembro restante. Con este anuncio, Wetzel anunció que su nuevo álbum Attack Attack! II, se lanzará el 8 de agosto. El primer sencillo, "Dance!", junto con "Chainless", se lanzó el 9 de mayo, revelando que Parketny, Perry y Raus no han abandonado la banda. Ambos sencillos fueron descritos como "una refrescante fusión de dance pop EDM y metal breakdowns, perfectos para el adulto de la escena Warped Tour que necesita algo de metalcore para bailar". "Dance!", en particular, se compara con Electric Callboy y cuenta con la colaboración vocal de Will Ramos de Lorna Shore.

## Lista de canciones
Todas las canciones escritas y compuestas por Attack Attack!. 
| N.º | Título                                   | Duración |  |
| 1.  | «One Hit Wonder»                         | 3:11     |  |
| 2.  | «Dance!» (con Will Ramos de Lorna Shore) | 3:06     |  |
| 3.  | «Chainless»                              | 2:37     |  |
| 4.  | «Walk on Water»                          | 3:04     |  |
| 5.  | «Karmageddon»                            | 3:01     |  |
| 6.  | «Live, Love, & Die»                      | 2:40     |  |
| 7.  | «I Complain on r/Metalcore»              | 3:18     |  |
| 8.  | «Big Booty Britches»                     | 3:11     |  |
| 9.  | «Without You»                            | 2:47     |  |
| 10. | «Sacrifice»                              | 3:02     |  |
| 11. | «Jump Jump!»                             | 3:30     |  |

## Personal
Attack Attack!
- Chris Parketny – voz principal
- Ryland Raus – guitarras, voces limpias adicionales
- Cameron Perry – bajo, coros
- Andrew Wetzel – batería, teclados

Músicos adicionales
- Will Ramos: voz (pista 2).